# Chet Noe
Chester William Noe, detto Chet (Los Angeles, 3 novembre 1931 – Issaquah, 10 febbraio 2025), è stato un cestista statunitense.

## Carriera
Dopo aver giocato nella squadra della Los Angeles Washington High School, e dopo 4 stagioni alla University of Oregon, venne selezionato dai Boston Celtics al secondo giro del Draft NBA 1953 come 12ª scelta assoluta (15ª considerando le territorial pick). Tuttavia Noe optò per la carriera in National Industrial Basketball League, preferendo migliori offerte economiche. Vestì le maglie dei Buchan Bakers, degli Houston Ada Oilers e dei Phillips 66ers.